# Albertacce
Albertacce är en kommun i departementet Haute-Corse på ön Korsika i Frankrike. Kommunen ligger i kantonen Niolu-Omessa som tillhör arrondissementet Corte. År 2022 hade Albertacce 199 invånare.

## Befolkningsutveckling
Antalet invånare i kommunen Albertacce
Referens:INSEE

## Galleri

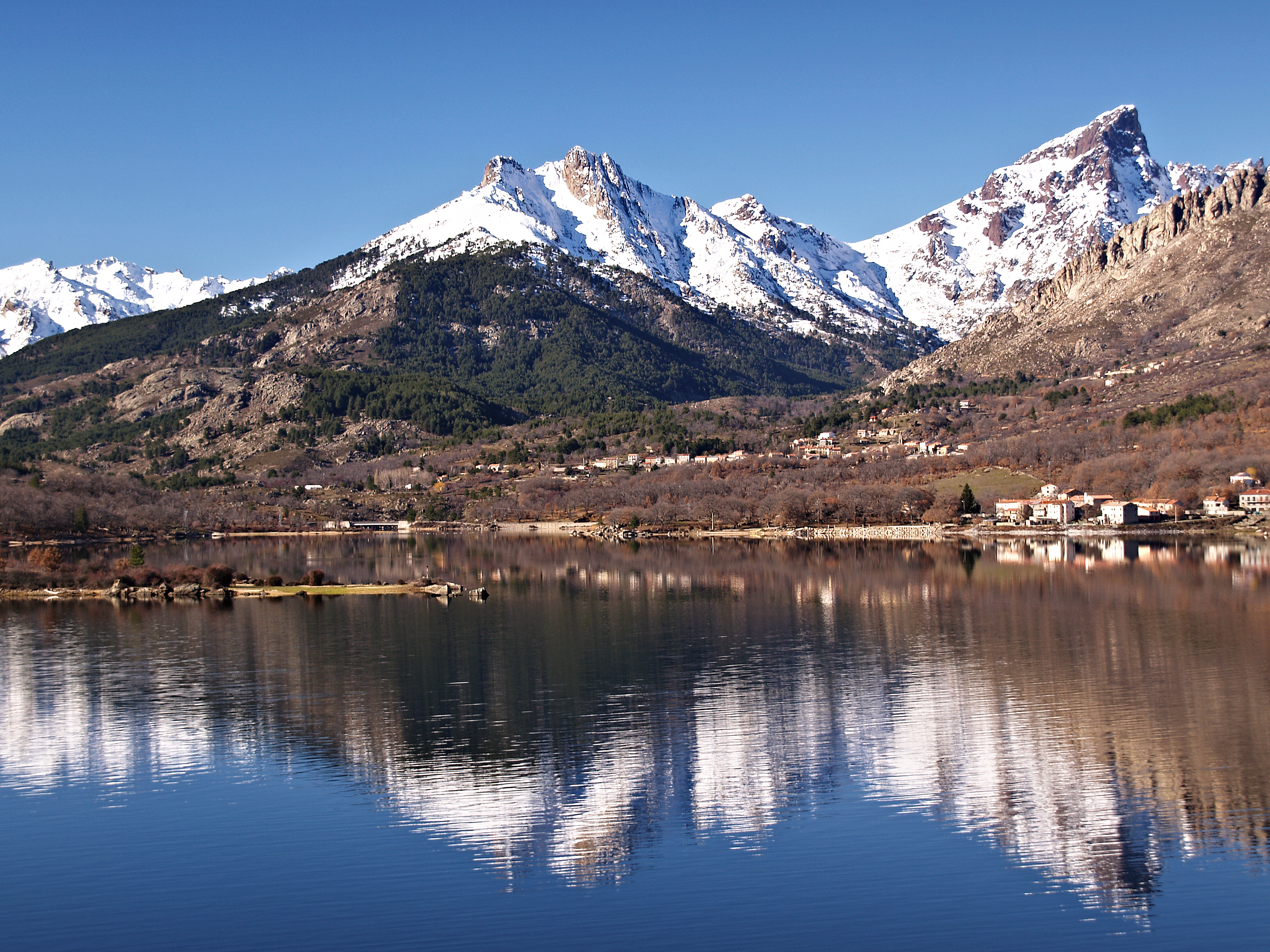
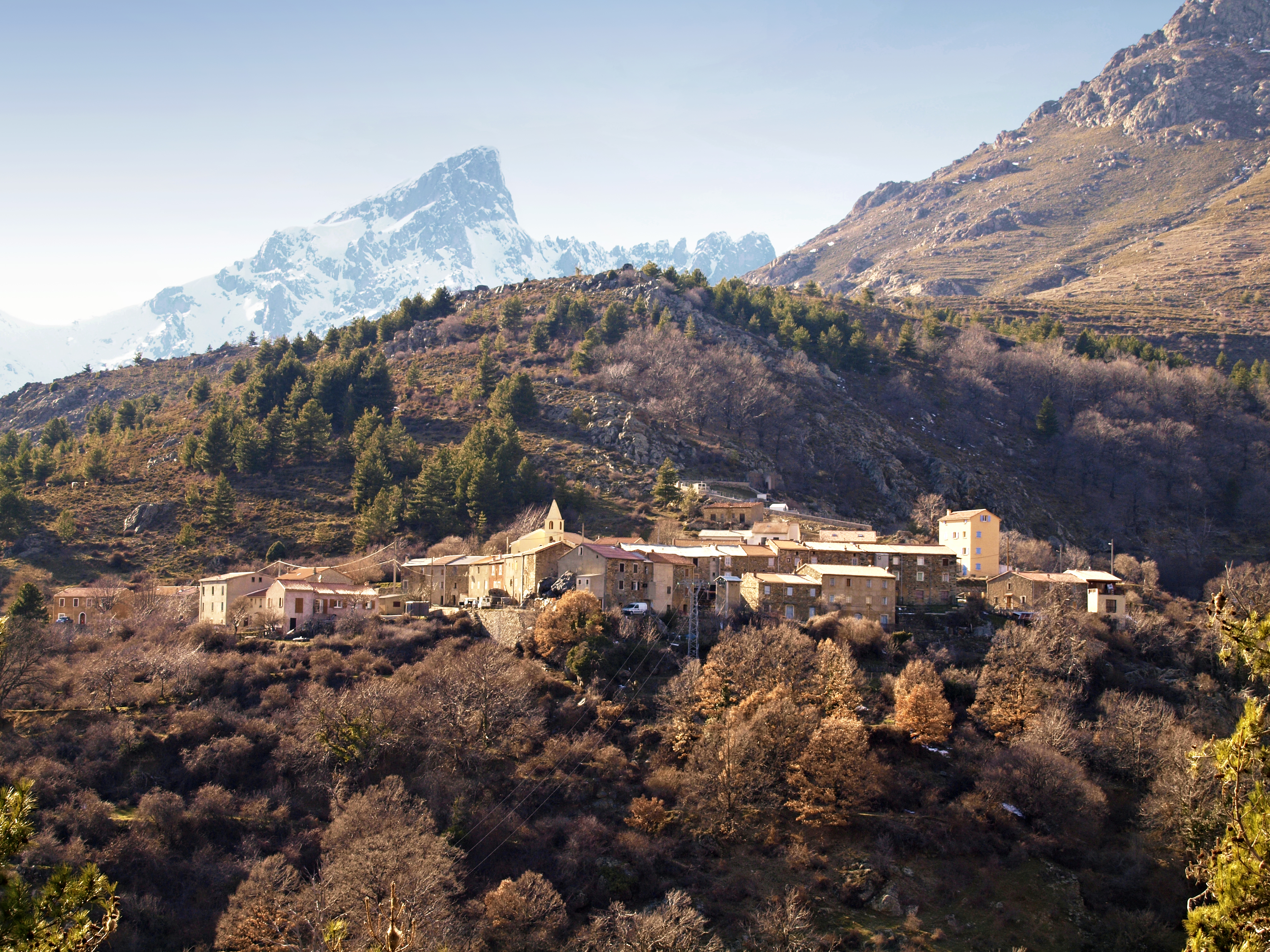
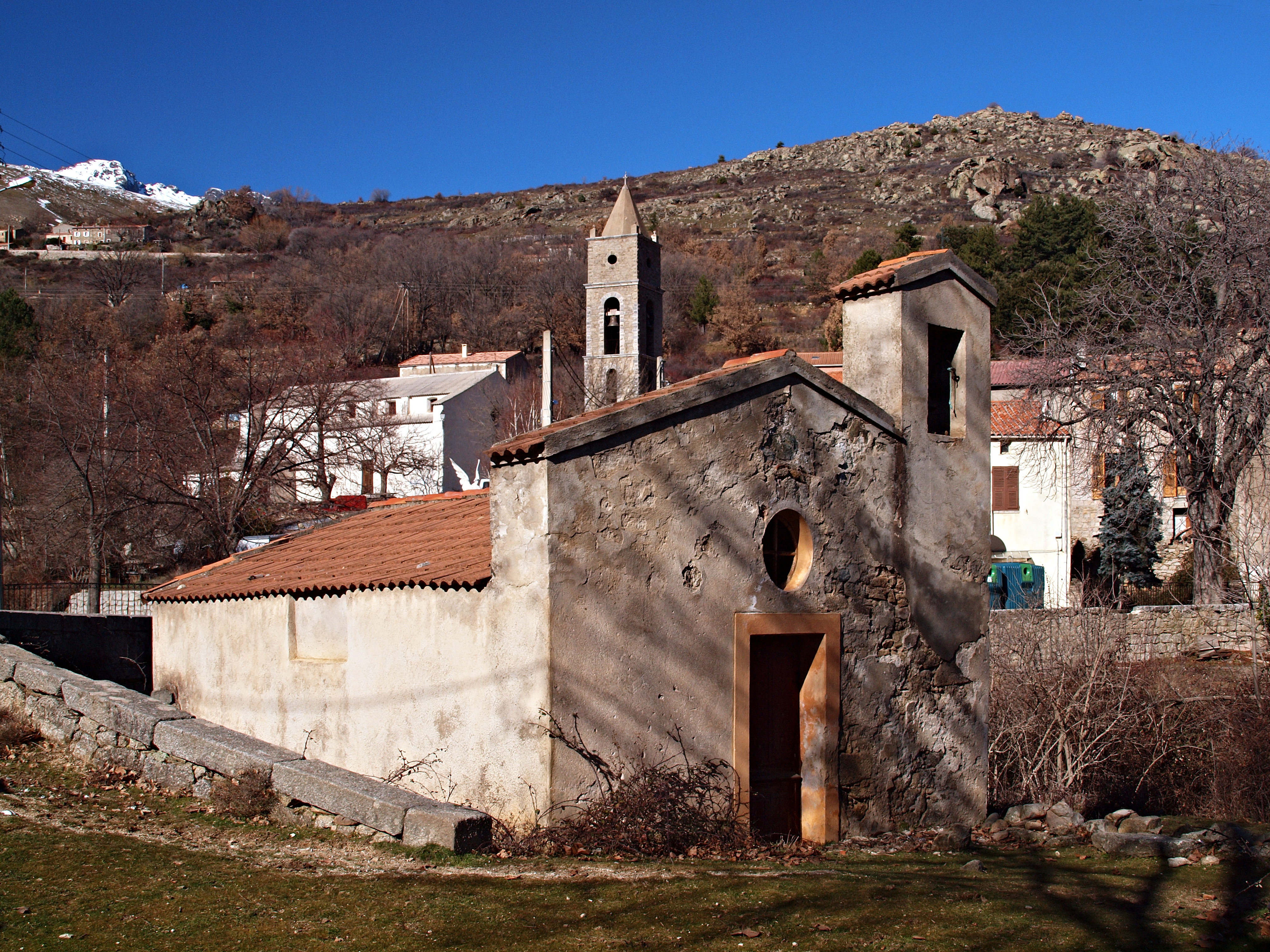
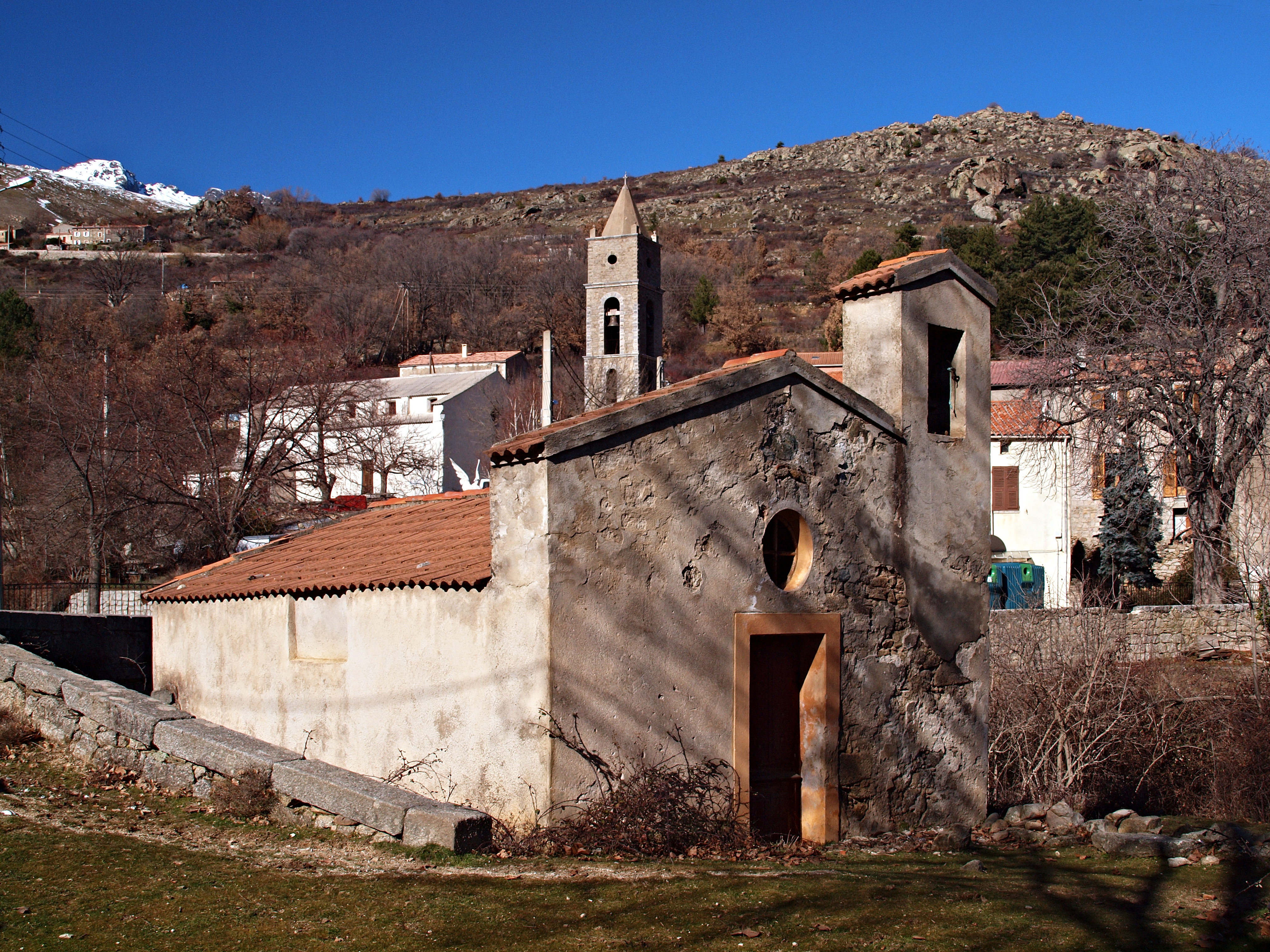
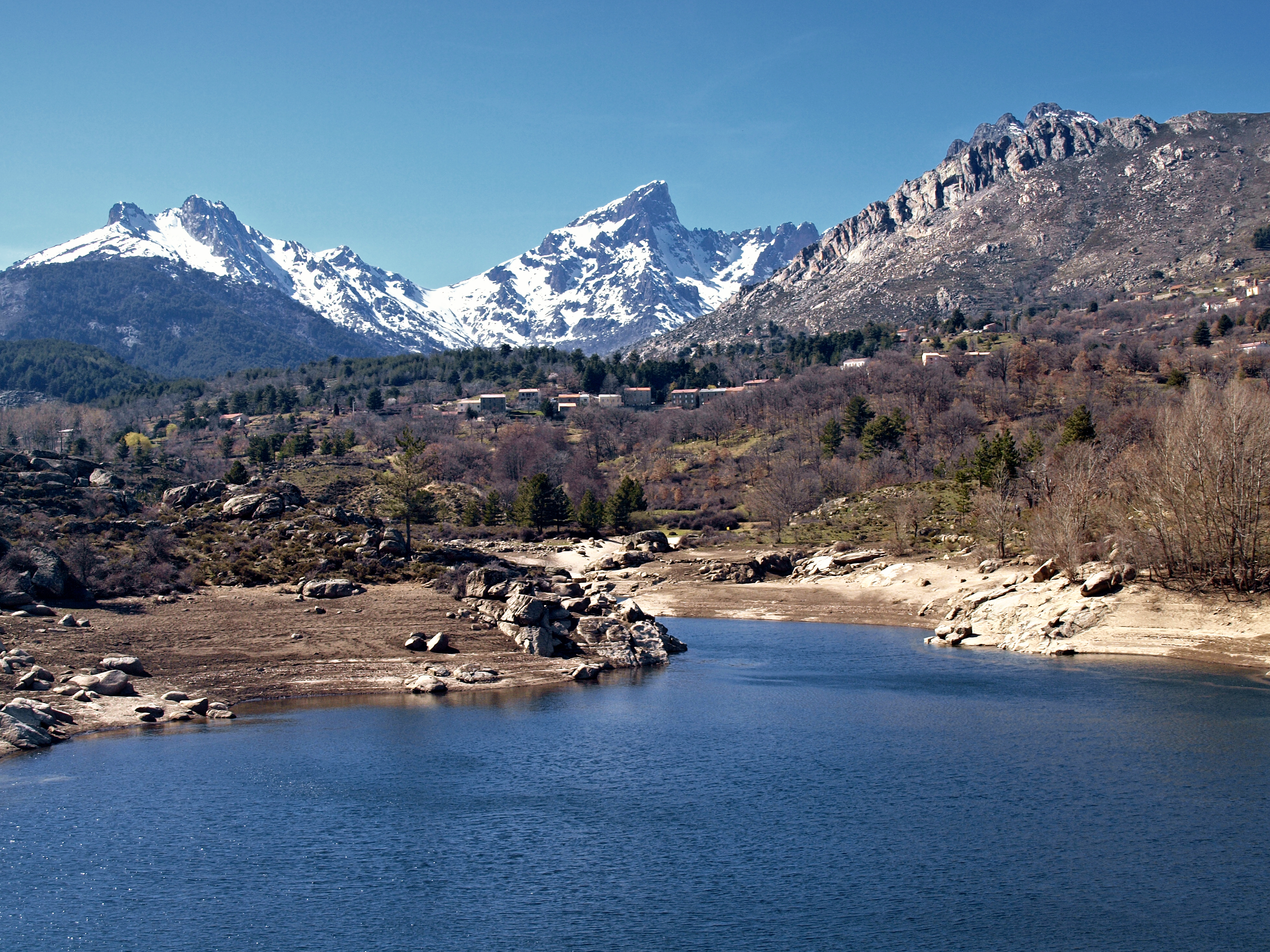
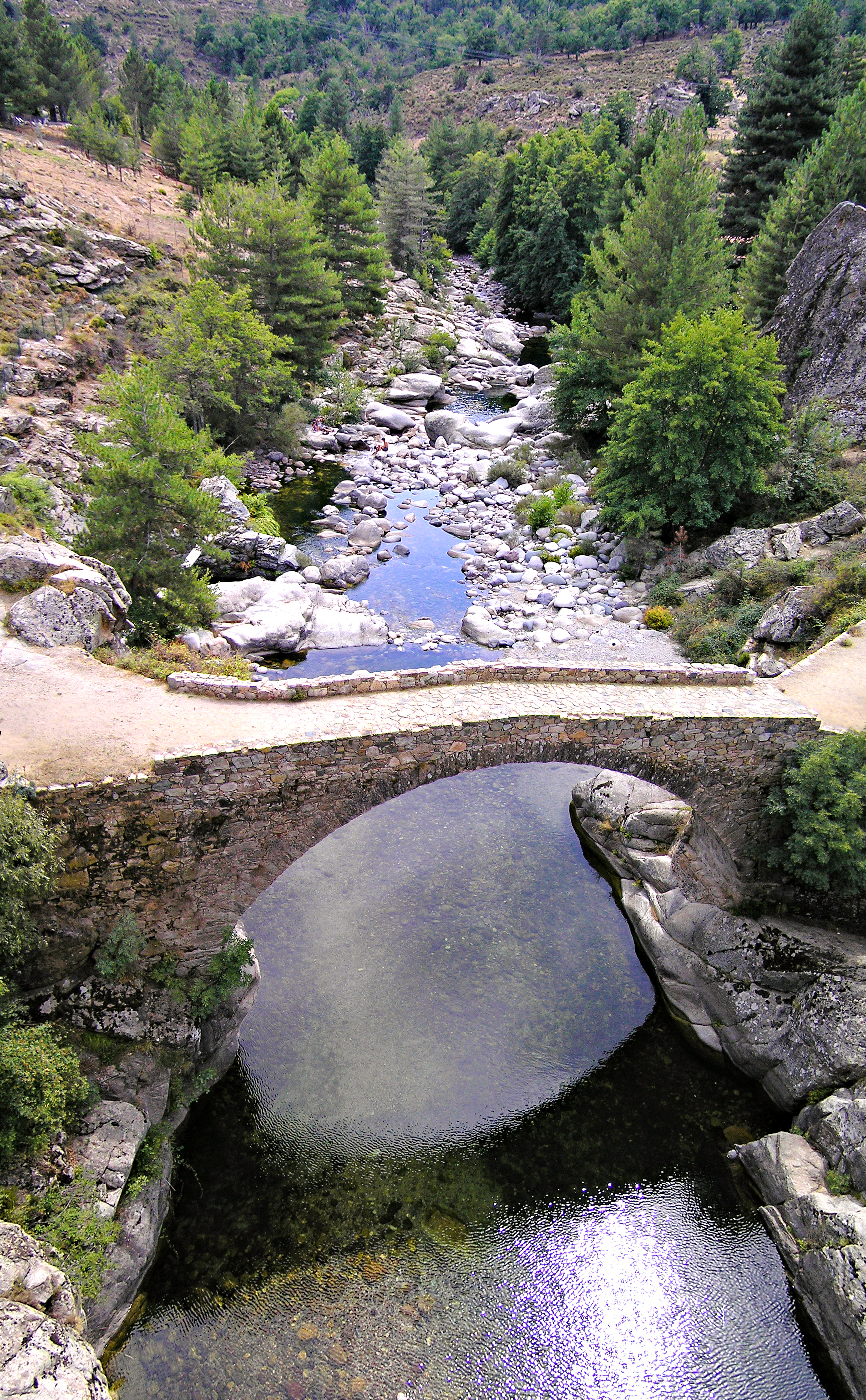
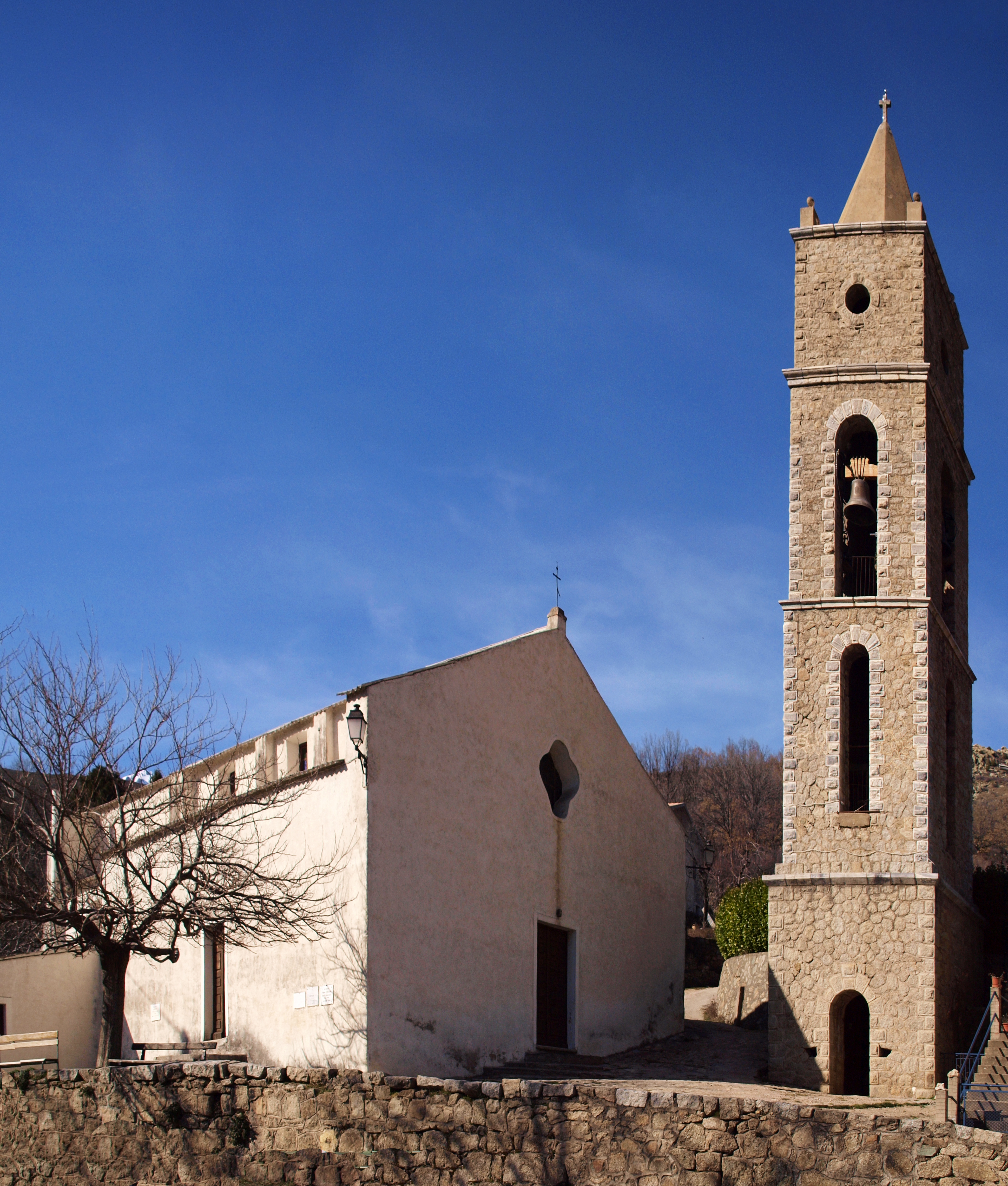
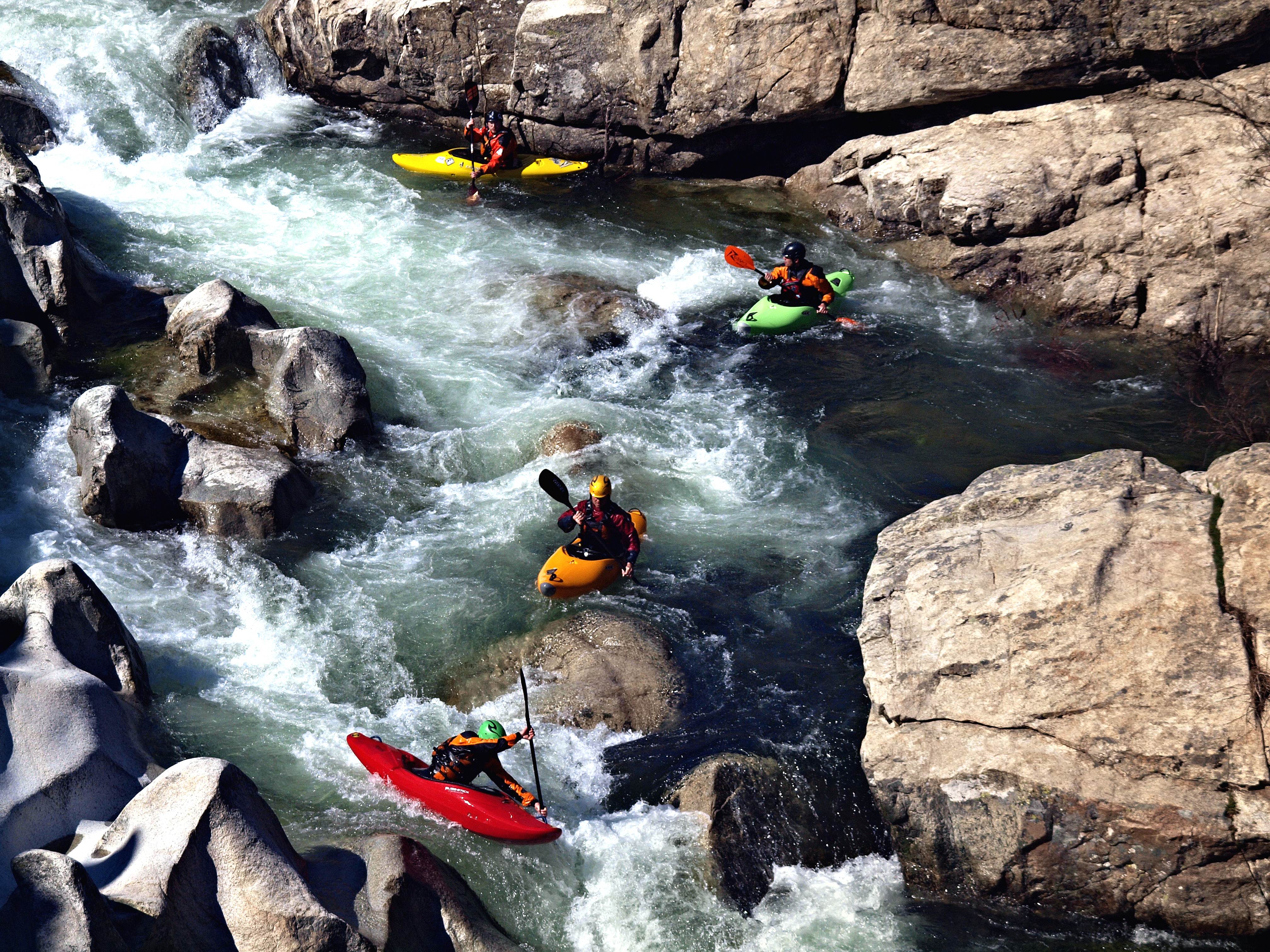